# فیل (شطرنج)

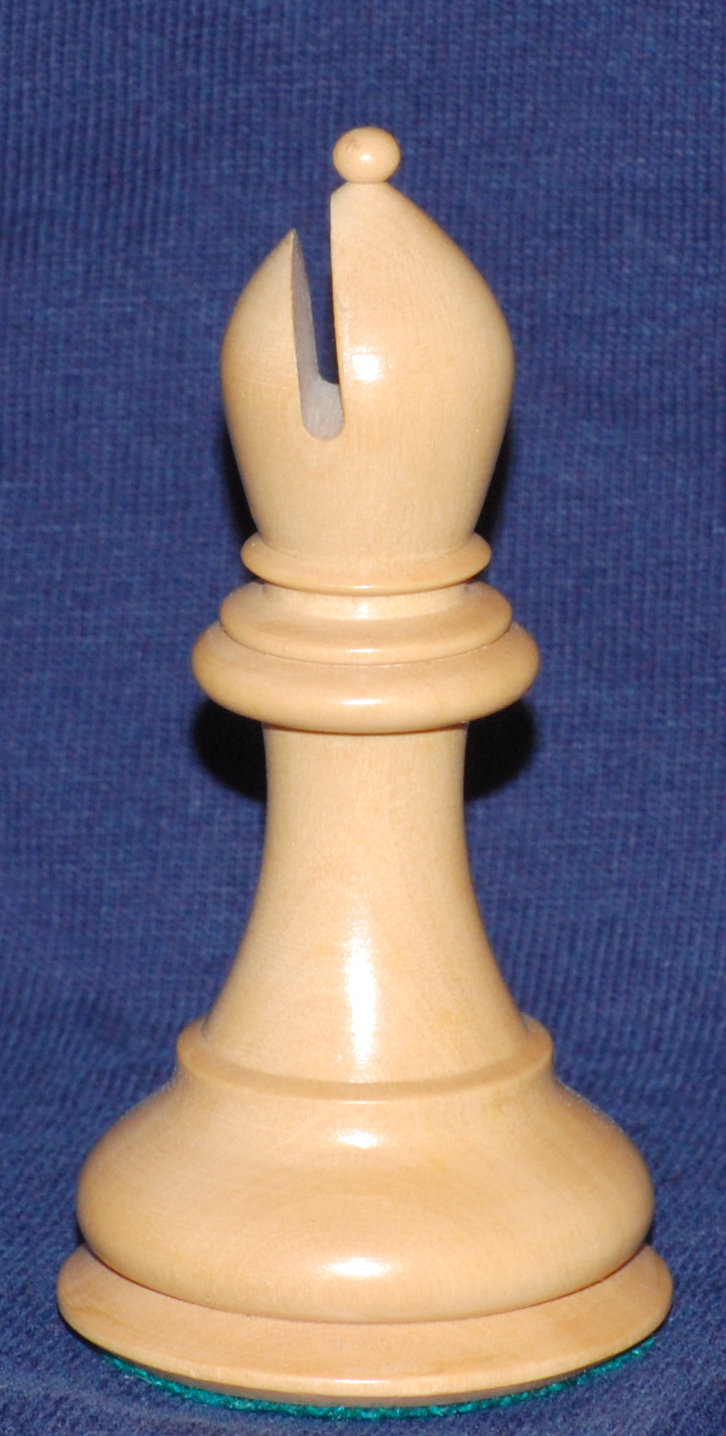
فیل دست شطرنج استاونتون

فیل یکی از مهره‌های شطرنج است که می‌تواند به‌طور نامحدود به‌طور مورب حرکت کند. هر یک از بازیکنان دو فیل دارد که یکی بین شاه و اسب و دیگری بین وزیر و اسب قرار می‌گیرد. فیلی که در خانهٔ سفید قرار می‌گیرد به دلیل شکل حرکت خود تنها به خانه‌های سفید دسترسی دارد و به همین جهت فیل سفیدرو نامیده می‌شود و فیلی که در خانهٔ سیاه است در خانه‌های سیاه حرکت خواهد کرد و فیل سیاه‌رو نامیده می‌شود.
بر اساس علائم اختصاری بازی شطرنج فیل‌های بازیکن سفید در خانه‌های c1 و f1 و فیل‌های بازیکن سیاه در خانه‌های c8 و f8 قرار دارند.
در شیوه‌های تاریخی شطرنج فیل فقط می‌توانست حداکثر دو خانه به‌صورت اریب در قطر خود حرکت کرده و از روی مهره مقابل خود بپرد با این ترتیب تنها به یک‌هشتم خانه‌های صفحهٔ شطرنج دسترسی داشت. هر چند در برخی روش‌های قدیمی شطرنج حرکت‌های دیگری نیز برای آن در نظر گرفته می‌شد. شیوهٔ امروزین حرکت فیل از سدهٔ دوازدهم میلادی در اروپا و در پی مجموعه تغییراتی در قوانین شطرنج به منظور بالابردن سرعت بازی معمول شد.

## نام
نام این مهره در چاتورانگا شیوهٔ ابتدایی بازی شطرنج که در هند ابداع شده بود، هاستی - hasti یا گاجا - gaja هر دو به معنی «فیل» بود. در شطرنج تاریخی ایران هم از نام پیل یا معرب آن فیل استفاده می‌شد. با ورود شطرنج به اروپا نام این مهره هم به شکل فارسی فیل و عربی الفیل وارد زبان‌های اروپایی شد. از آن‌جا که در زبان‌های اروپایی این واژه بی‌معنی به‌نظر می‌رسید در برخی از زبان‌ها تغییراتی در آن داده شد. از جمله در ایتالیایی که آن «الفیره -Alfiere» به معنی «پرچم‌دار» می‌نامند یا در فرانسوی آن را ابتدا delphino و سپس fou به معنی «دلقک» و «دیوانه» نامیدند. البته علاوه برهم‌آوایی فیل و فو شباهت شیار روی سر این مهره با کلاه دلقک‌ها هم دلیل دیگری برای این تغییر نام ذکر شده‌است. در اسپانیایی اما هنوز آن را «الفیل- Alfil» می‌نامند و در روسی از слон به معنی فیل استفاده می‌شود. اما برخی زبان‌های دیگر همچون انگلیسی، پرتغالی و ایسلندی از واژه‌هایی به معنی «اسقف» در اشاره به این مهره استفاده می‌کنند که این به شکل ظاهری مهره مربوط می‌شود که شیار روی سر آن یادآور کلاه اسقف‌هاست در حالی‌که این شیار در واقع عاج‌های فیل را نشان می‌دهد. در برخی زبان‌های دیگر مثل چکی و اسلواکیایی از کلمه‌ای به معنی «تیرانداز» و در زبان‌هایی مانند آلمانی، سوئدی، هلندی، دانمارکی، مجاری و لهستانی از واژه‌هایی به معنی «دونده» در اشاره به این مهره استفاده می‌شود.

## آیا مهره فیل می‌تواند مهره‌های حریف را بگیرد؟
بله. مهره فیل در شطرنج، می‌تواند مهره‌‌های حریف که در مسیر حرکتش هستند را بگیرد. به طور مثال مهره فیل می‌تواند مهره‌های اسب و رخ حریف را بگیرد اما مهره‌ وزیر و سربازهای حریف را نمی‌تواند بگیرد چون در مسیر حرکتش نیستند. تفاوت مهره‌های خودی و مهره‌‌های حریف در مسیر حرکت فیل آن است که فیل می‌تواند مهره‌های حریف را بگیرد اما مهره‌های خودی را نمی‌تواند بگیرد.

## ارزش نسبی

### نسبت به رخ
یک رخ معمولاً حدود ۲ پیاده بیشتر از فیل ارزش دارد. فیل تنها به خانه‌های همرنگ خود یعنی نیمی از خانه‌های صفحه دسترسی دارد ولی رخ به تمام خانه‌های صفحه دسترسی دارد. در یک صفحهٔ خالی رخ هر جا که باشد همیشه به ۱۴ خانه دسترسی دارد ولی فیل بین ۷ تا ۱۳ خانه را در دسترس دارد. همچنین با رخ و شاه می‌توان حریف را مات کرد ولی با فیل و شاه مات امکان‌پذیر نیست.

### نسبت به اسب
قدرت نسبی فیل و اسب تقریباً برابر است ولی با توجه به شرایط بازی ممکن است یکی از آن‌ها مفیدتر باشند.
شطرنج‌بازان کم‌تجربه معمولاً قدرت اسب را بیشتر از فیل ارزیابی می‌کنند چون اسب می‌تواند به تمام خانه‌ها دسترسی داشته باشد و توانایی بالایی برای حملهٔ همزمان به چند مهره دارد.
قدرت نسبی فیل معمولاً با نزدیک شدن به آخر بازی افزایش می‌یابد. چرا که مهره‌های بیشتری از صفحه خارج شده و خطوط باز برای تحرک فیل فراهم می‌شود. در یک صفحهٔ خالی فیل هر دو جناح را به‌طور همزمان پوشش می‌دهد ولی اسب باید با چندین حرکت خود را به جناح دیگر برساند. در آخر بازی دو فیل برتری کاملی بر یک فیل و یک اسب یا دو اسب دارند. در اختیار داشتن دو فیل یک سلاح استراتژیک محسب می‌شود چرا که این تهدید وجود دارد که با تعویض مهره‌ها به یک آخر بازی مطلوب دست یافت.